# میخائل فینگرلینگ
میخائل فینگرلینگ (هلندی: Michael Vingerling؛ زادهٔ ۲۸ ژوئن ۱۹۹۰) دوچرخه‌سوار اهل هلند است.
از باشگاه‌هایی که در آن رکاب زده‌است می‌توان به تیم دوچرخه‌سواری کوگا اشاره کرد.